# 贝尔西公园
贝尔西公园（法語：Parc de Bercy）是法國首都巴黎第12區的一個公園，位於塞納河右岸。公園面積13.9公頃，是巴黎第十大公園。贝尔西公园的發展項目始於1994年，當時項目得到法國前總統弗朗索瓦·密特朗贊助。公園於1997年由時任巴黎市長讓·迪貝利正式開幕。公園內部由由三個設有不同主題的花園組成，花園之間以行人天橋連接。
公園鄰近巴黎地鐵貝爾西站及聖埃米利昂庭院站，亦設有西蒙·波娃行人橋跨越塞納河、直接連接對岸的法國國家圖書館（密特朗館）。雅高體育館則位於公園北側。公園西側地底設有長途巴士客運站，東北側亦靠近巴黎貝爾西-勃艮第-奧弗涅地區站。

## 組成部分

### 花園
公園主要以下三部分組成：
- 「浪漫花園」— 設有魚池及小丘
- 「花床」— 種有多種植物
- 「草地」— 由高大樹木遮蔽的開闊草坪區域

公園東北側設有由美國後現代主義及解構主義建築師法蘭克·蓋瑞設計的法國電影園。
公園前身曾經是巴黎重要的葡萄酒倉庫所在地，現時公園仍有部分倉庫的遺址。

貝爾西公園地圖，地圖左側大型建築物為雅高體育館，下方為塞納河
跨越塞納河的橋樑由地圖左至右分別為貝爾西橋、西蒙·波娃行人橋及托比亞克橋
地圖右上角的標示為聖埃米利昂庭院站 的出入口位置

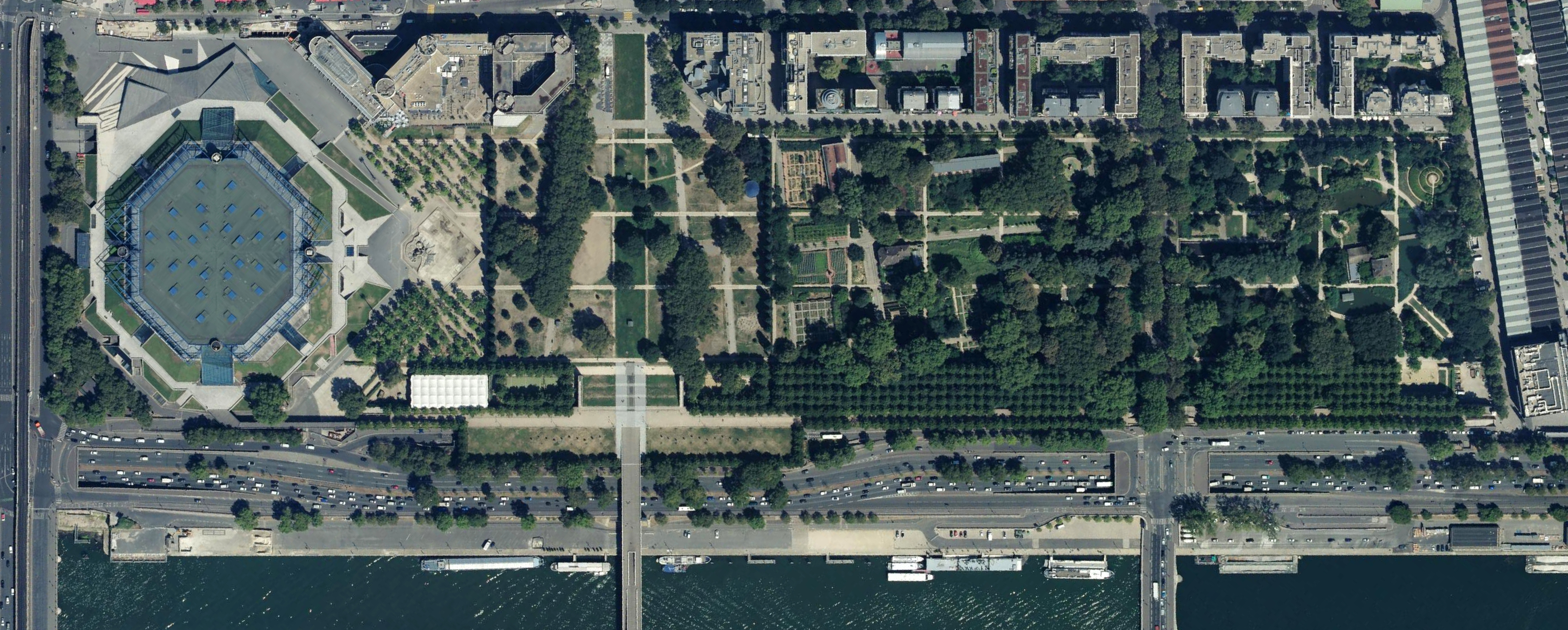
貝爾西公園航拍圖
圖左側鐵路：巴黎地鐵6號線的露天路軌
左下方橋樑：貝爾西橋
左側八角形建築：雅高體育館
中下方橋樑：西蒙·波娃行人橋
位於西蒙·波娃行人橋東北偏北之建築物：法國電影園
右下角橋樑：托比亞克橋
右側公園部分：浪漫花園
右上角建築物：貝爾西購物村（Bercy Village）

### 滑板公園
公園內的滑板公園是巴黎第二大滑板公園，面積達800平方米。 滑板場設有遮篷，並且有幾個坡道。滑板場的牆壁和坡道上均有用噴漆寫成的塗鴉。輪滑、滑板及BMX愛好者，還有兒童及家庭均會到訪滑板公園。

## 相片

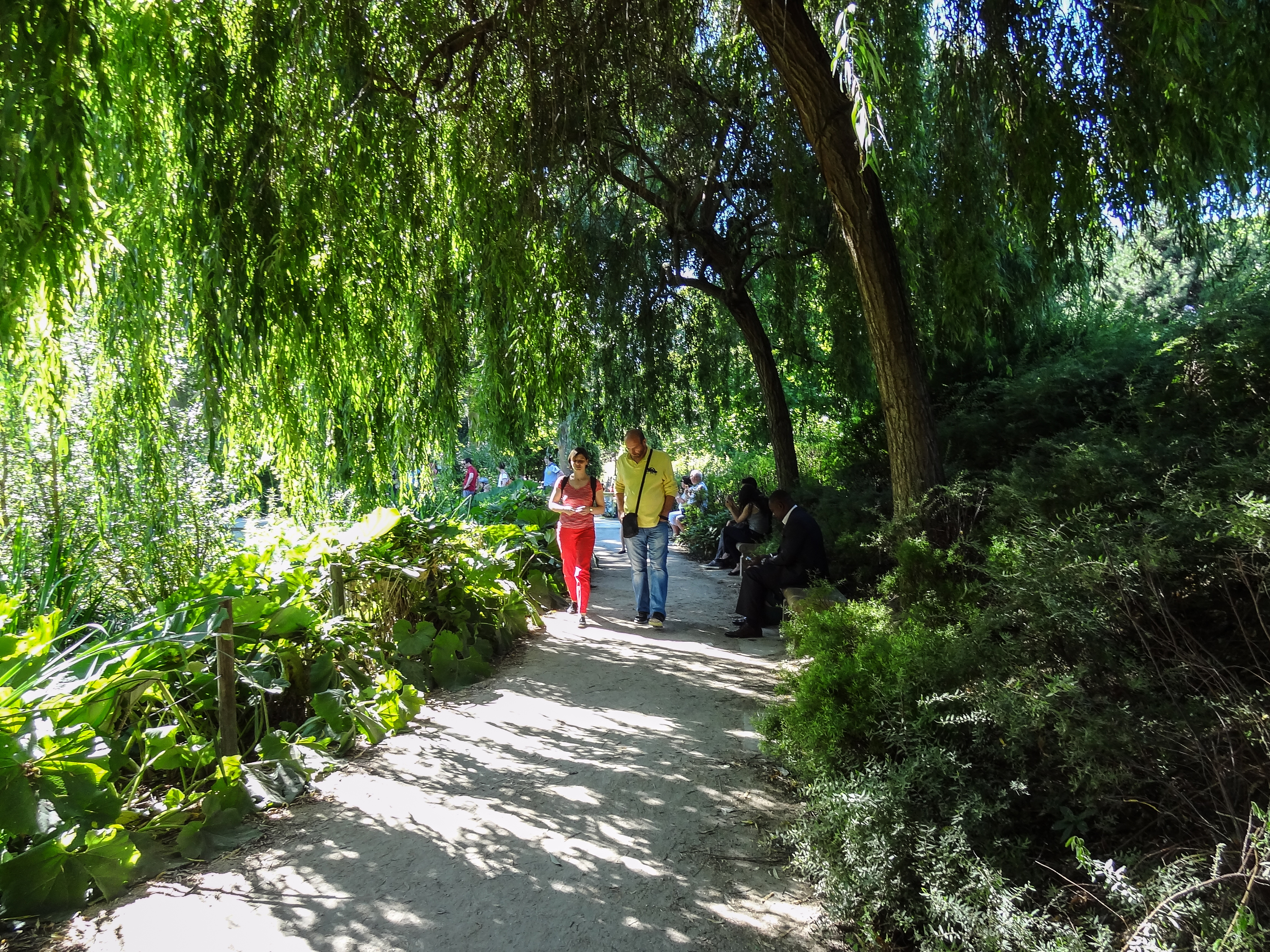
樹蔭下、圍繞水池的步道
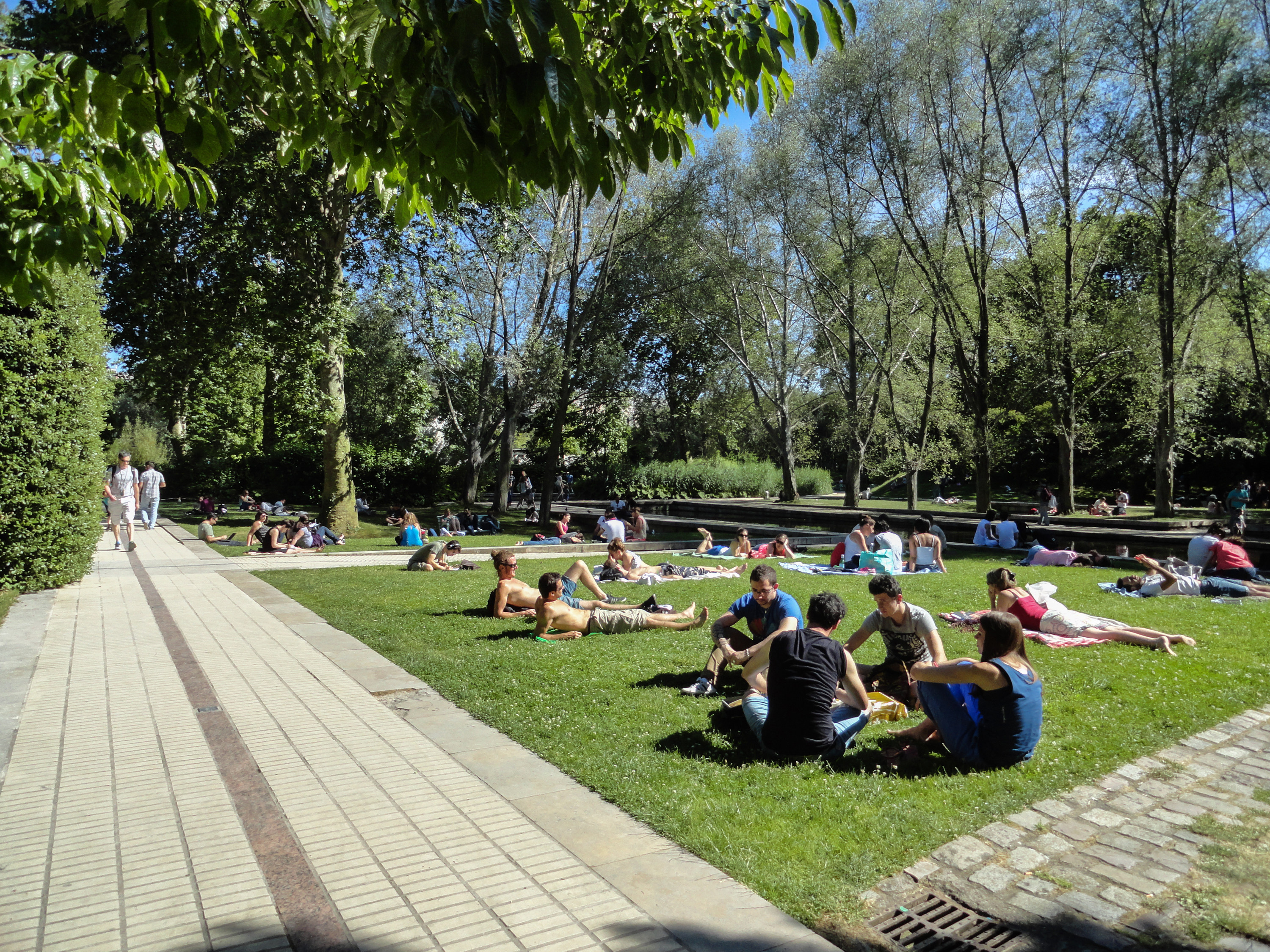
公園內的開放綠地
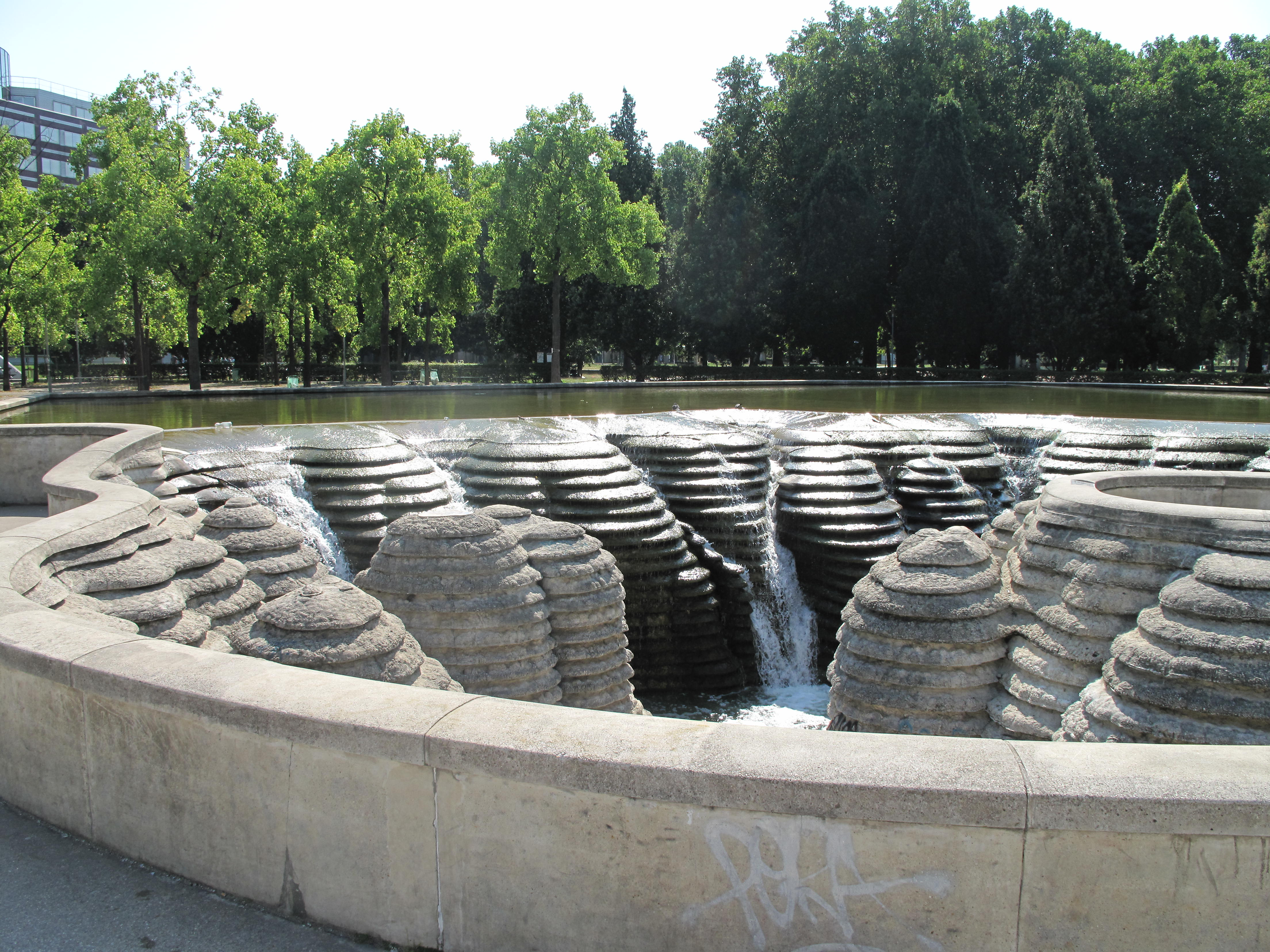
水池
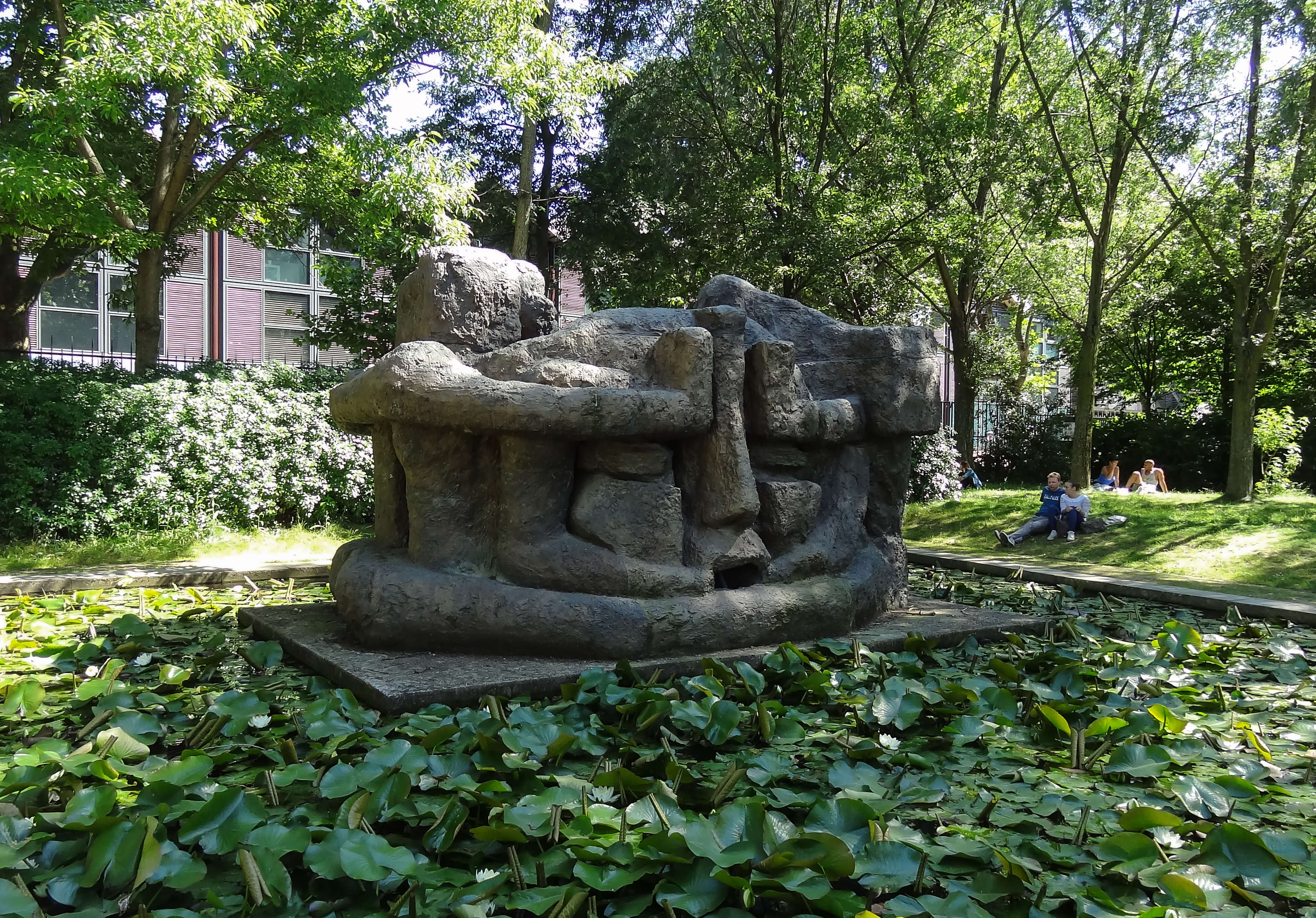
置於荷花池上方的現代藝術品
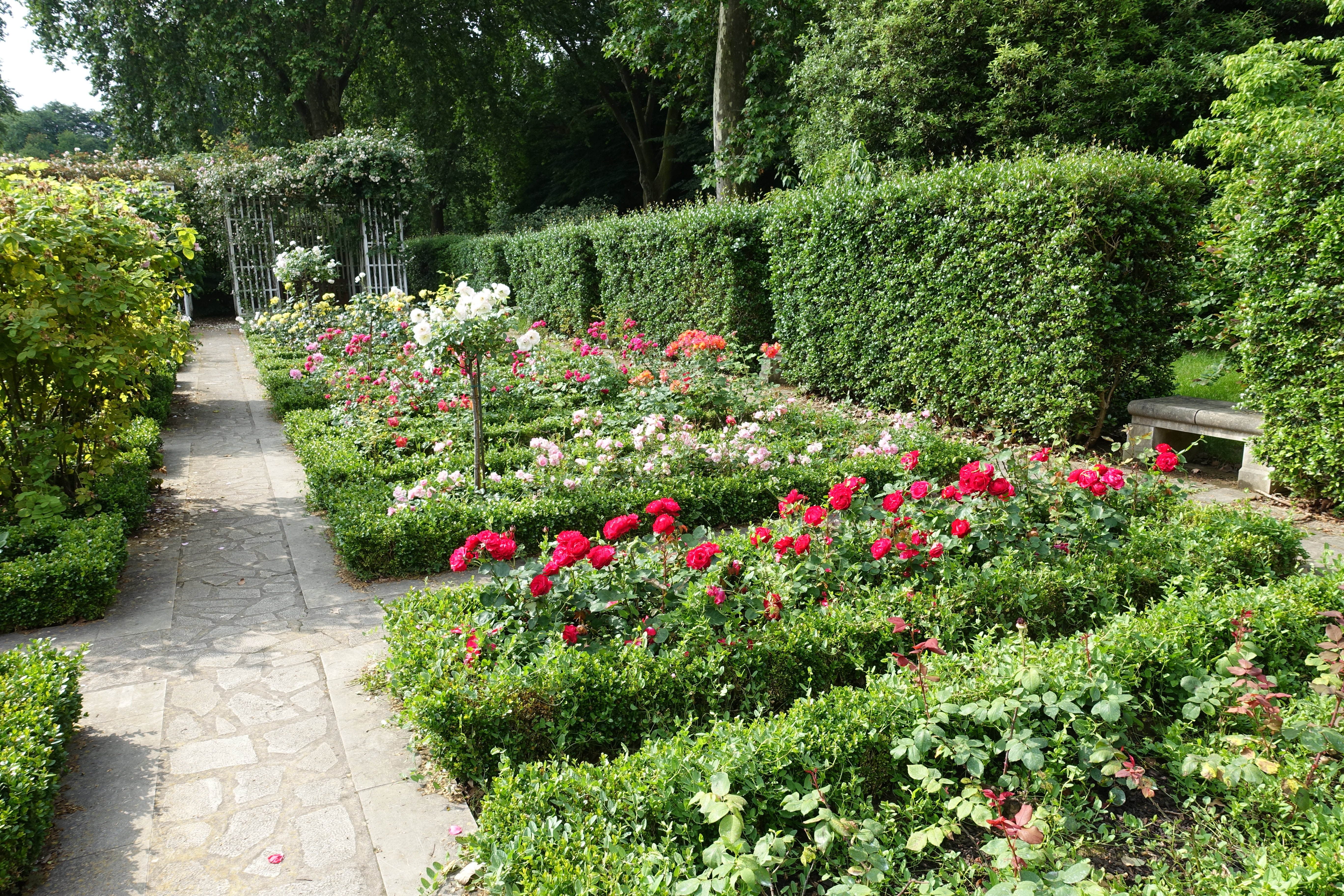
花卉
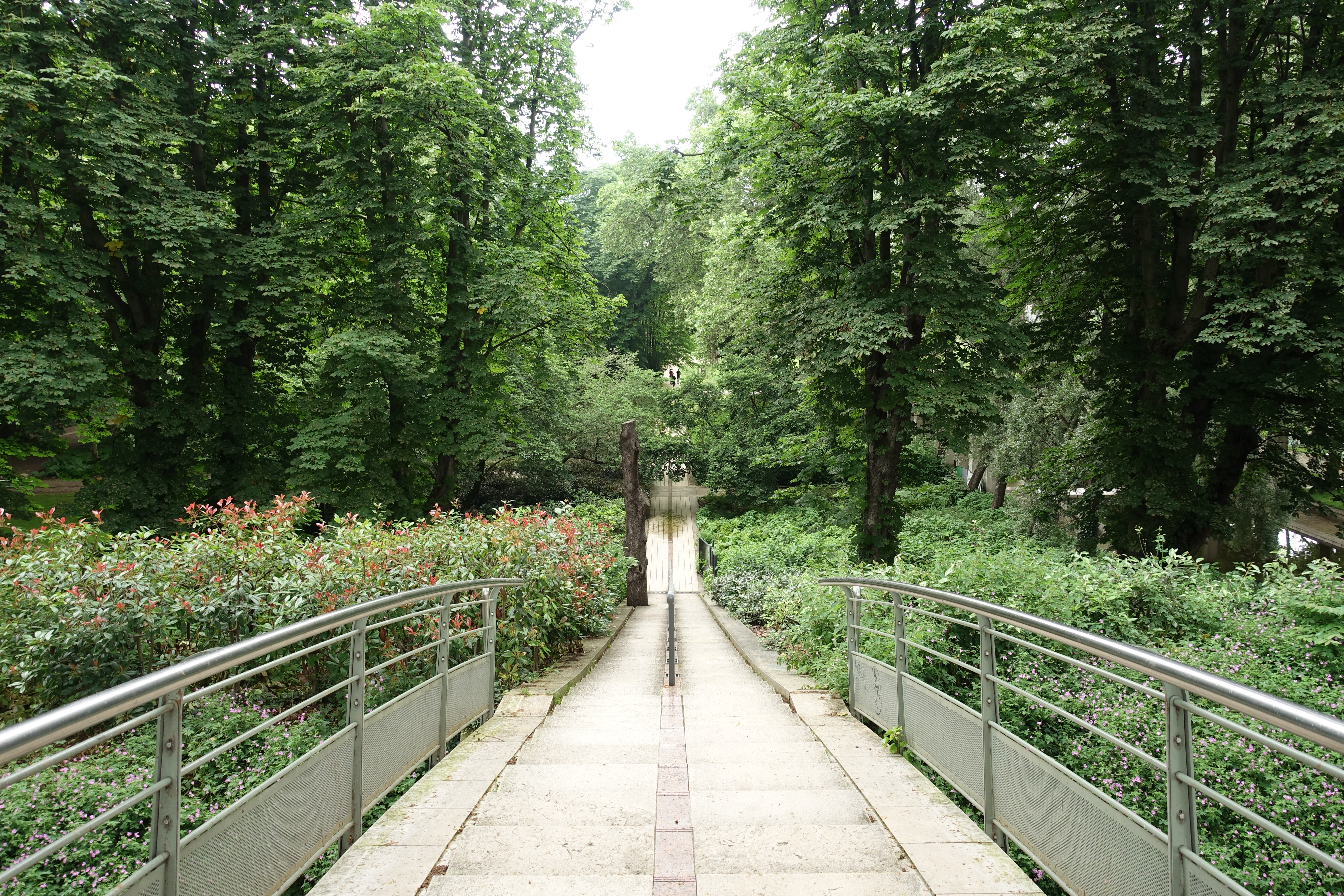
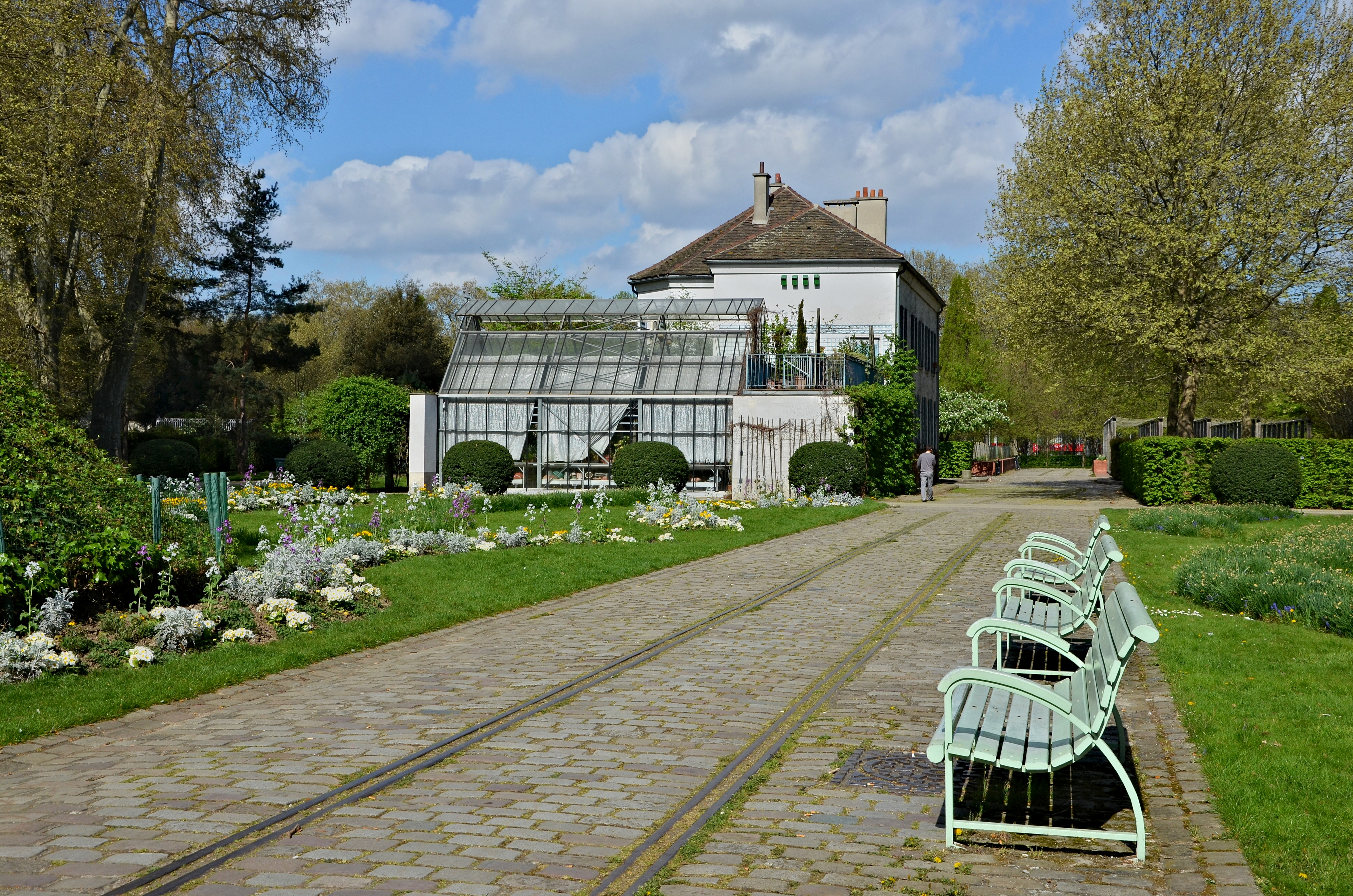
公園內的溫室

## 連接交通
公園東北側鄰近巴黎地鐵6號線及14號線的貝爾西站。公園南側則鄰近巴黎地鐵14號線的聖埃米利昂庭院站。
此外，位於公園西南側、托比亞克橋對岸的弗朗索瓦·密特朗圖書館站是法蘭西島大區快鐵C線和巴黎地铁14号线的轉乘站。
公園東北側亦靠近巴黎貝爾西-勃艮第-奧弗涅地區站的出入口。公園西北側不遠處則是巴黎里昂車站出入口。巴黎里昂車站是法蘭西島大區快鐵A、D線、巴黎地鐵1及14號線的轉乘站。